# 盧·皮涅拉
路易·維克多·皮涅拉（英語：Louis Victor Piniella，1943年8月28日—），通稱盧·皮涅拉（Lou Piniella），美國職業棒球員，主要守位為左外野。在總計16年的球員生涯中，曾效力於金鶯、印地安人、皇家與洋基等隊。他是1969年的美聯最佳新人，也是1977年、1978年洋基連續奪下總冠軍的陣容一員。
球員退役後，皮涅拉陸續執教於洋基、紅人、水手、魔鬼魚與小熊等隊。1990年率辛辛那提紅人奪魁，亦是個人第3枚冠軍戒。水手時期，則創下賽季116勝的隊史紀錄（2001年）。他是三屆聯盟最佳教練得主（1995年、2001年、2008年），其勝場數為史上第14位（1,835勝）。

## 生平

### 早年
皮涅拉出生於佛羅里達州坦帕，他的雙親來自西班牙阿斯圖里亞斯地區。他成長於西坦帕，少年時期便開始棒球活動，曾和托尼·拉·魯薩同場競技。1961年，皮涅拉自耶穌坦帕高中畢業，進入坦帕大學，繼續棒球活動。

### 職業生涯

#### 選手時期

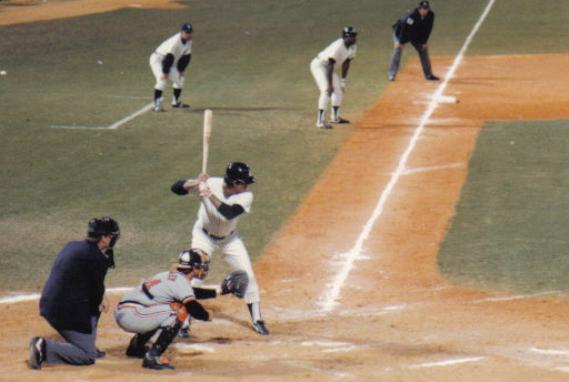
皮涅拉在1983年春訓的打擊身影

1962年6月9日，克里夫蘭印地安人在業餘選秀中選中了皮涅拉，不過，他在當年秋季轉與華盛頓參議員簽約。1964年8月，皮涅拉被交易至巴爾的摩金鶯，在9月登上大聯盟。1966年，金鶯將皮涅拉送回印地安人。1969年，再次被交易至堪薩斯皇家，成為該隊的創隊成員，同年並贏得美國聯盟的最佳新人獎。1972年，入選全明星賽。
1973年球季結束後，皮涅拉被交易至洋基，其選手生涯的後半時期皆著條紋制服。在紐約的11年時間，皮涅拉隨隊獲得4次美聯冠軍（1976年、1977年、1978年、1981年），以及2次世界大賽冠軍（1977年、1978年），期間擔任洋基的外野主力先發。
皮涅拉的生涯安打數為1,705，在1990年的名人堂票選中僅獲得2票，未能入選。

#### 教練時期
紐約洋基
退役後，皮涅拉轉任洋基打擊教練一職，而後在1986年開始擔任洋基總教練共2季時間。1988年，擔任球隊總管。6月23日，由於比利·馬丁遭解雇，皮涅拉再次回任總教練職務。洋基時期總計留下224勝193負的戰績。
辛辛那提紅人
1989年11月，皮涅拉受雇為辛辛那提紅人總教練，合約為3年期，總值1,000,000美元。率隊第1年，便奪得世界大賽冠軍。在合約到期後，皮涅拉拒絕了紅人球團的續約。總計在紅人時期共留下255勝231負的戰績。
西雅圖水手
1992年11月，隨著經營權易手，水手引入皮涅拉擔任新任總教練，自此他在西雅圖執教達10年之久。他的起始合約為3年約，總值2,500,000美元。1995年，皮涅拉獲得聯盟最佳教練的肯定。
2001年，隨著日籍球星鈴木一朗的加入，當年水手的戰績是懾人的116勝，一路打入美聯冠軍系列賽，惜負於紐約洋基。2002年季後，皮涅拉主動要求離任。水手時期的戰績總計為840勝711負。
坦帕灣魔鬼魚
2002年10月，皮涅拉回鄉接任魔鬼魚總教練，當年的魔鬼魚是一支55勝的疲弱球隊。他的合約為4年期，總值13,000,000美元。2004年，球隊的戰績提升至70勝，隊史首次擺脫分區排位墊底的窘況。
2005年球季期間，皮涅拉數次表達對球團經營方針的不認同，認為球隊過分看重農場人才，同時卻疏於打造具競爭力的大聯盟陣容。與管理階層顯著的意見不合，最終使他在9月21日遭到解約。魔鬼魚時期的成績計為200勝285負。
芝加哥小熊
2006年10月16日，皮涅拉與小熊達成3年合約的協議，合約總值為10,000,000美元，並附帶第4年的選擇權。在2007年、2008年二季期間，小熊皆取得國聯中區首位，2008年的戰績（97勝）更是國聯最佳，季後賽則連續於首輪遭橫掃淘汰（2007年NLDS對響尾蛇，2008年NLDS對道奇）。不過，憑藉2008年的佳績，皮涅拉仍然獲得了聯盟最佳教練的肯定，為個人第3次獲選。
2010年7月20日，皮涅拉表示本有意在季後退休，之後則提前在8月22日退休。對此他表示，九十高齡的母親需要自己的照顧，使他決意回歸家庭。他在小熊時期的戰績為316勝293負。

### 近年活動
退休後，皮涅拉曾受雇於巨人（2011年）、紅人（2016年），擔任球隊特別顧問。
早於1989年時，皮涅拉便曾在MSG Network擔任場邊球評工作。2006年自魔鬼魚離任後，也曾在福斯運動網擔任分析員，並在季後賽期間即席講評。2012年2月22日，他加入洋基旗下的YES Network，擔任分析員工作，在球季結束後離任。
2014年8月9日，皮涅拉入選水手名人堂。
2016年與2018年，都傳出皮涅拉將入選美國國家棒球名人堂的消息，在2018年的票選過程中，他仍以1票之差落選。

## 生涯成績

### 教練時期
最後更新：2010年10月1日（美中時間）止
| 球隊         | 球季年 | 季賽 | 季賽 | 季賽 | 季賽 | 季賽     | 季後賽 | 季後賽 | 季後賽 | 季後賽                         |
| 球隊         | 球季年 | 應賽 | 勝   | 負   | 勝率 | 備註     | 勝     | 負     | 勝率   | 備註                           |
| ------------ | ------ | ---- | ---- | ---- | ---- | -------- | ------ | ------ | ------ | ------------------------------ |
| 紐約洋基     | 1986年 | 162  | 90   | 72   | .556 | 分區第2  | –      | –      | –      | –                              |
| 紐約洋基     | 1987年 | 162  | 89   | 73   | .549 | 分區第4  | –      | –      | –      | –                              |
| 紐約洋基     | 1988年 | 93   | 45   | 48   | .484 | 分區第5  | –      | –      | –      | –                              |
| 小計         | 小計   | 417  | 224  | 193  | .537 | –        | –      | –      | –      | –                              |
| 辛辛那提紅人 | 1990年 | 162  | 91   | 71   | .562 | 分區第1  | 8      | 2      | .800   | 世界大賽冠軍（勝於運動家）     |
| 辛辛那提紅人 | 1991年 | 162  | 74   | 88   | .457 | 分區第5  | –      | –      | –      | –                              |
| 辛辛那提紅人 | 1992年 | 162  | 90   | 72   | .556 | 分區第2  | –      | –      | –      | –                              |
| 小計         | 小計   | 486  | 255  | 231  | .525 | –        | 8      | 2      | .800   | –                              |
| 西雅圖水手   | 1993年 | 162  | 82   | 80   | .506 | 分區第4  | –      | –      | –      | –                              |
| 西雅圖水手   | 1994年 | 112  | 49   | 63   | .438 | 分區第3  | –      | –      | –      | –                              |
| 西雅圖水手   | 1995年 | 145  | 79   | 66   | .545 | 分區第1  | 5      | 6      | .455   | 美聯冠軍賽落敗（負於印地安人） |
| 西雅圖水手   | 1996年 | 161  | 85   | 76   | .528 | 分區第2  | –      | –      | –      | –                              |
| 西雅圖水手   | 1997年 | 162  | 90   | 72   | .556 | 分區第1  | 1      | 3      | .250   | 美聯分區賽落敗（負於金鶯）     |
| 西雅圖水手   | 1998年 | 161  | 76   | 85   | .472 | 分區第3  | –      | –      | –      | –                              |
| 西雅圖水手   | 1999年 | 162  | 79   | 83   | .488 | 分區第3  | –      | –      | –      | –                              |
| 西雅圖水手   | 2000年 | 162  | 91   | 71   | .562 | 分區第2  | 5      | 4      | .556   | 美聯冠軍賽落敗（負於洋基）     |
| 西雅圖水手   | 2001年 | 162  | 116  | 46   | .716 | 分區第1  | 4      | 6      | .400   | 美聯冠軍賽落敗（負於洋基）     |
| 西雅圖水手   | 2002年 | 162  | 93   | 69   | .574 | 分區第2  | –      | –      | –      | –                              |
| 小計         | 小計   | 1551 | 810  | 741  | .522 | –        | 15     | 19     | .441   | –                              |
| 坦帕灣魔鬼魚 | 2003年 | 162  | 63   | 99   | .389 | 分區第5  | –      | –      | –      | –                              |
| 坦帕灣魔鬼魚 | 2004年 | 161  | 70   | 91   | .435 | 分區第4  | –      | –      | –      | –                              |
| 坦帕灣魔鬼魚 | 2005年 | 162  | 67   | 95   | .414 | 分區第5  | –      | –      | –      | –                              |
| 小計         | 小計   | 485  | 200  | 285  | .412 | –        | –      | –      | –      | –                              |
| 芝加哥小熊   | 2007年 | 162  | 85   | 77   | .525 | 分區第1  | 0      | 3      | .000   | 國聯分區賽落敗（負於響尾蛇）   |
| 芝加哥小熊   | 2008年 | 161  | 97   | 64   | .602 | 分區第1  | 0      | 3      | .000   | 國聯分區賽落敗（負於道奇）     |
| 芝加哥小熊   | 2009年 | 161  | 83   | 78   | .516 | 分區第2  | –      | –      | –      | –                              |
| 芝加哥小熊   | 2010年 | 125  | 51   | 74   | .408 | 提前退休 | –      | –      | –      | –                              |
| 小計         | 小計   | 609  | 316  | 293  | .519 | –        | 0      | 6      | .000   | –                              |
| 總計         | 總計   | 3548 | 1835 | 1713 | .517 | –        | 23     | 27     | .460   | –                              |

## 個人生活
皮涅拉與安妮塔·賈西亞（Anita Garcia）於1967年結縭，育有三名子女。
在皮涅拉接手水手教鞭之前，安妮塔曾表示反對，理由是他們的家庭位於新澤西州艾倫代爾，皮涅拉的老家更遠在佛羅里達州，距離西部甚遠。
2017年6月，皮涅拉遭遇了小型的腦出血，但復原良好。

## 外部連結
- 球員資訊和成績在MLB，ESPN，Baseball-Reference，Fangraphs，Baseball-Reference (Minors)（英文）